# オマリ・ハッチンソン
オマリ・ハッチンソン（Omari Hutchinson, 2003年10月29日 - ）は、イングランド・サリー出身のプロサッカー選手。イングランドU-21代表。ノッティンガム・フォレストFC所属。ポジションはミッドフィールダー、フォワード。

## 経歴

### 幼少期
2008年にチェルシーの下部組織でキャリアをスタートさせた。2012年、チャールトン・アスレティックの下部組織で兄のオシェイが練習している間クラブの駐車場でサッカーをしていたところ、クラブ関係者の目に留まり、スカウトされ自身も入団した。チャールトン所属時には、北ロンドンのライヴァルであるアーセナルとの対戦で印象的なパフォーマンスを見せ、周囲の視線を集めた。
2年間過ごした後にチャールトンを退団し、アーセナル、トッテナム・ホットスパー、ブレントフォードなどの門を叩いたが、結局入団には至らなかった。サッカーから離れて友人とフットサルを楽しんでいた時期もあったが、後にアーセナルの12歳以下のチームに加わった。
12歳のときにペレが南ロンドンで開催した大会に参加し、技術の高さを称賛された。また、この大会でサッカーコンテンツ制作会社F2フリースタイラーズと出会い、彼らのYouTube動画に出演するよう招かれた。ハッチンソンの技術を紹介したこの動画は、400万回以上再生された。

### クラブ
2020年11月、アーセナルと初のプロ契約を交わした。2022年1月9日、FAカップ3回戦のノッティンガム・フォレスト戦で初めてトップチームのメンバーとしてベンチ入りしたが、出場機会はなく、試合も0-1で敗れた。
7月16日、古巣のチェルシーに復帰した（移籍金は非公表）。2023年1月5日、ホームで迎えたプレミアリーグ第19節のマンチェスター・シティ戦で68分からピエール＝エメリク・オーバメヤンとの交代で途中出場し、プロデビュー。
2023年7月21日、EFLチャンピオンシップのイプスウィッチ・タウンにローン移籍。
2024年7月1日、5年契約でイプスウィッチ・タウンに完全移籍。買い取り金額は2,200万ポンドで、イプスウィッチ・タウンのクラブ史上最高額になったとみられる。
2025年8月16日、5年契約でノッティンガム・フォレストに完全移籍。BBCスポーツによれば移籍金は3,750万ポンドと推定されている。

### 代表
イングランドで生まれ育ったが、ジャマイカにルーツを持つ。U-17およびU-19カテゴリでは、イングランド代表としてプレイした。
2022年5月25日、カタルーニャとの親善試合のメンバーに召集され、ジャマイカ代表デビューを果たした（カタルーニャはFIFAに加盟していないため、国際Aマッチには該当しない）。
同年11月、所属クラブであるチェルシーから、トップチームでの活動に集中し、ジャマイカ代表からの召集に応じないよう伝えられた。
2023年3月12日、トリニダード・ドバゴとの国際親善試合でジャマイカ代表として国際Aマッチ初出場。
2024年8月30日、イングランドU-21代表に召集された。10月11日のディーン・コートで行われたウクライナ戦でイングランドU-21代表として初出場した。
2025年、UEFA U-21欧州選手権のメンバーにも選出され、延長の末にドイツを破った決勝戦でゴールを挙げて優勝に貢献した。

## 個人成績

### クラブ
| 国内大会個人成績 | 国内大会個人成績           | 国内大会個人成績 | 国内大会個人成績   | 国内大会個人成績 | 国内大会個人成績 | 国内大会個人成績 | 国内大会個人成績 | 国内大会個人成績 | 国内大会個人成績 | 国内大会個人成績 | 国内大会個人成績 |
| 年度             | クラブ                     | 背番号           | リーグ             | リーグ戦         | リーグ戦         | リーグ杯         | リーグ杯         | オープン杯       | オープン杯       | 期間通算         | 期間通算         |
| 年度             | クラブ                     | 背番号           | リーグ             | 出場             | 得点             | 出場             | 得点             | 出場             | 得点             | 出場             | 得点             |
| イングランド     | イングランド               | イングランド     | イングランド       | リーグ戦         | リーグ戦         | FLカップ         | FLカップ         | FAカップ         | FAカップ         | 期間通算         | 期間通算         |
| ---------------- | -------------------------- | ---------------- | ------------------ | ---------------- | ---------------- | ---------------- | ---------------- | ---------------- | ---------------- | ---------------- | ---------------- |
| 2022-23          | チェルシー                 | 56               | プレミアリーグ     | 1                | 0                | 0                | 0                | 1                | 0                | 2                | 0                |
| 2023-24          | イプスウィッチ・タウン     | 20               | チャンピオンシップ | 44               | 10               | 4                | 1                | 2                | 0                | 50               | 11               |
| 2024-25          | イプスウィッチ・タウン     | 20               | プレミアリーグ     | 31               | 3                | 1                | 0                | 0                | 0                | 32               | 3                |
| 2025-26          | ノッティンガム・フォレスト | 21               | プレミアリーグ     |                  |                  |                  |                  |                  |                  |                  |                  |
| 通算             | イングランド               | イングランド     | プレミアリーグ     | 32               | 0                | 1                | 0                | 1                | 0                | 34               | 0                |
| 通算             | イングランド               | イングランド     | チャンピオンシップ | 44               | 10               | 4                | 1                | 2                | 0                | 50               | 11               |
| 総通算           | 総通算                     | 総通算           | 総通算             | 76               | 10               | 5                | 1                | 3                | 0                | 84               | 11               |

### 代表
| ジャマイカ代表 | 国際Aマッチ | 国際Aマッチ |
| 年             | 出場        | 得点        |
| -------------- | ----------- | ----------- |
| 2023           | 2           | 0           |
| 通算           | 2           | 0           |

## タイトル

### 代表
U-21イングランド代表
- UEFA U-21欧州選手権（2025）[25]

### 個人
- EFLチャンピオンシップ月間最優秀選手（英語版）（2024年2月）[26]